# سومايلا ساماك
سومايلا ساماك (بالفرنسية: Soumaila Samake)‏ مواليد 18 مارس 1978 في مالي، هو لاعب كرة سلة مالي معتزل. بدأ مسيرته الاحترافية في سنة 1996. تم اختياره من قبل فريق بروكلين نتس خلال الدرافت. يبلغ طوله 7 قدم 0 بوصة (2.1 م). اعتزل اللعب في 2012.

## المسيرة الاحترافية
لعب مع بروكلين نتس في موسم 2000–2001، ثم لعب مع أورلاندينا باسكيت في الدوري الإيطالي في موسم 2001–2002، ثم لعب مع لوس أنجلوس ليكرز في سنة 2002.

## روابط خارجية
- سومايلا ساماك على موقع الاتحاد الدولي لكرة السلة (الإنجليزية)
- سومايلا ساماك على موقع إن بي أي (الإنجليزية)
- سومايلا ساماك على موقع سبورتس رفرنس (الإنجليزية)
- سومايلا ساماك على موقع كرة السلة الأوروبية.كوم (الإنجليزية)
- سومايلا ساماك على موقع ريلجم (الإنجليزية)
- سومايلا ساماك على موقع بروبوليرز (الإنجليزية)
- سومايلا ساماك على موقع سبورتس رفرنس (الإنجليزية)